# Davide Santon
Pour les articles homonymes, voir Santon.
Davide Santon prononcé : [ˈdaːvide sanˈtɔn], né le 2 janvier 1991 à Portomaggiore, dans la province de Ferrare, en Émilie-Romagne, était un footballeur international italien qui évoluait au poste de défenseur latéral.

## Biographie

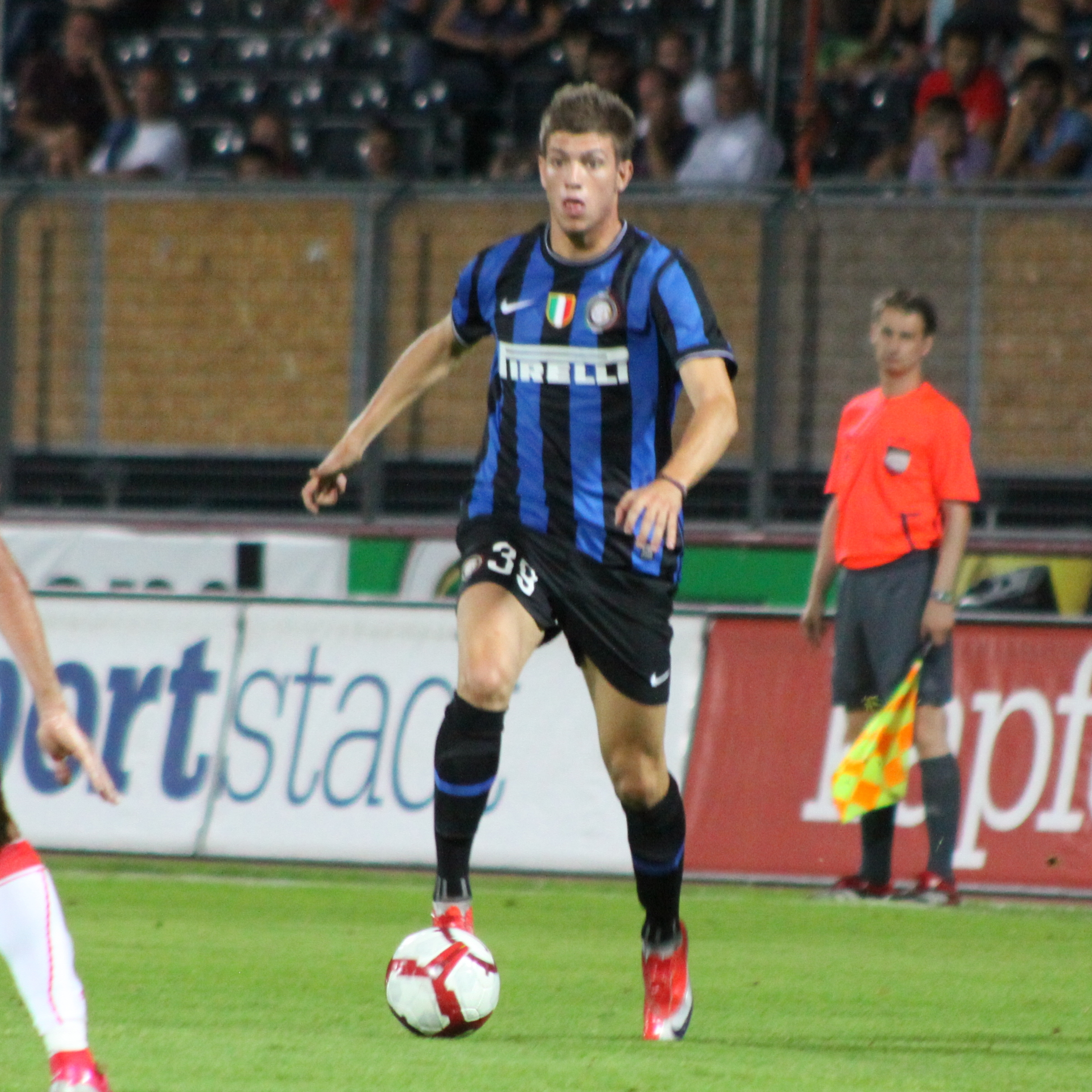
Santon avec l'Inter en 2009.

Davide Santon, jeune prodige du football italien commence sa carrière en tant que latéral droit au sein de la Primavera de l'Internazionale. Formé au club, il enchaine les prestations de qualités ce qui lui vaudra à l'arrivée du nouvel entraineur portugais José Mourinho une convocation pour le stage de pré-saison, le responsable de la Primavera ayant fait son éloge auprès du tacticien portugais. Il débute en équipe première pour quelques matchs amicaux où il fait bonne impression. Il est laissé malgré tout à la disposition de la Primavera en début de saison car concurrencé à son poste par Maicon.
José Mourinho propose quelques mois plus tard au joueur d'intégrer l'équipe première en tant que latéral gauche, poste ou les titulaires potentiels sont moins performants, qu'ils soient d'un niveau moindre (Maxwell) ou encore qu'ils ne soient pas spécialistes du poste (Cristian Chivu). Le joueur accepte et fait son retour en équipe première et ses débuts en matchs officiels durant le mois de janvier 2009 au poste de latéral gauche. 
Montrant d'indéniables qualités, Mourinho semble lui faire confiance en le convoquant et en lui donnant sa chance de commencer quelques rencontres en tant que titulaire. Il démontre qu'il a le talent pour faire partie des cadres de l'effectif durant les saisons à venir. Le 24 février 2009 lors du huitième de finale aller de la Ligue des champions, Santon est titularisé en tant qu'arrière latéral gauche face au champion en titre, Manchester United. Ne laissant pas les observateurs indifférents après quelques prestations de qualités notamment face au Ballon d'or Cristiano Ronaldo, les éloges en son encontre font de lui le nouveau Maldini ou le nouveau Facchetti. Marcello Lippi sélectionneur de la Nazionale, s'intéresse à lui, ce qui lui vaut finalement d'être appelé parmi les convoqués pour le match amical face à l'Irlande du nord, ou il démontre sur son côté droit, une belle prestation, puis il gagne à nouveau la confiance du « maestro » Lippi en étant appelé pour la coupe des confédérations en Afrique du Sud mais malheureusement il ne joue qu'une seule minute dans cette compétition à cause d'une blessure. 
Le 31 janvier 2011, il est prêté au club italien de Cesena en échange du défenseur japonais Yūto Nagatomo. Le 30 août, il signe un contrat de cinq ans avec le club anglais de Newcastle.
Le 2 février 2015, il est prêté avec option d'achat obligatoire à son club formateur, l'Inter Milan. Il quitte le club en juin 2018 pour l'AS Rome avec Nicolò Zaniolo, dans le cadre du transfert de Radja Nainggolan qui fait le chemin inverse.
Le 9 septembre 2022, il annonce sa retraite sportive à seulement 31 ans, principalement dû à ses blessures à répétition qui l’on empêché d’évoluer à son meilleur niveau.

## Palmarès
- Champion d'Italie en 2009 et 2010 avec l'Inter Milan
- Vainqueur de la Coupe d'Italie en 2010 avec l'Inter Milan
- Vainqueur de la Ligue des champions en 2010 avec l'Inter Milan
- Vainqueur de la Coupe du monde des clubs en 2010 avec l'Inter Milan
- Vainqueur de la Supercoupe d'Italie en 2008 et 2010 avec l'Inter Milan

## Statistiques
| Saison                | Club                  | Championnat           | Championnat | Championnat | Coupe nationale | Coupe nationale | Coupe de la Ligue | Coupe de la Ligue | Compétition(s) continentale(s) | Compétition(s) continentale(s) | Compétition(s) continentale(s) | Coupe du monde des clubs | Coupe du monde des clubs | Italie | Italie | Total | Total |
| Saison                | Club                  | Division              | M.          | B.          | M.              | B.              | M.                | B.                | Comp.                          | M.                             | B.                             | M.                       | B.                       | M.     | B.     | M.    | B.    |
| 2008-2009             | Inter Milan           | Serie A               | 16          | 0           | 2               | 0               | -                 | -                 | C1                             | 2                              | 0                              | -                        | -                        | 2      | 0      | 22    | 0     |
| 2009-2010             | Inter Milan           | Serie A               | 12          | 0           | 2               | 0               | -                 | -                 | C1                             | 1                              | 0                              | -                        | -                        | 3      | 0      | 18    | 0     |
| 2010-2011             | Inter Milan           | Serie A               | 12          | 0           | 1               | 0               | -                 | -                 | C1                             | 4                              | 0                              | 1                        | 0                        | 1      | 0      | 19    | 0     |
| Sous-total            | Sous-total            | Sous-total            | 40          | 0           | 5               | 0               | -                 | -                 | -                              | 7                              | 0                              | 1                        | 0                        | 6      | 0      | 59    | 0     |
| 2010-2011             | AC Cesena (prêt)      | Serie A               | 11          | 0           | -               | -               | -                 | -                 | -                              | -                              | -                              | -                        | -                        | 1      | 0      | 12    | 0     |
| Sous-total            | Sous-total            | Sous-total            | 11          | 0           | -               | -               | -                 | -                 | -                              | -                              | -                              | -                        | -                        | 1      | 0      | 12    | 0     |
| 2011-2012             | Newcastle United      | Premier League        | 24          | 0           | 2               | 0               | 1                 | 0                 | -                              | -                              | -                              | -                        | -                        | -      | -      | 27    | 0     |
| 2012-2013             | Newcastle United      | Premier League        | 31          | 1           | 1               | 0               | -                 | -                 | C3                             | 6                              | 0                              | -                        | -                        | 1      | 0      | 39    | 1     |
| 2013-2014             | Newcastle United      | Premier League        | 27          | 0           | 1               | 0               | -                 | -                 | -                              | -                              | -                              | -                        | -                        | -      | -      | 28    | 0     |
| 2014-2015             | Newcastle United      | Premier League        | -           | -           | 1               | 0               | -                 | -                 | -                              | -                              | -                              | -                        | -                        | -      | -      | 1     | 0     |
| Sous-total            | Sous-total            | Sous-total            | 82          | 1           | 5               | 0               | 1                 | 0                 | -                              | 6                              | 0                              | -                        | -                        | 1      | 0      | 95    | 1     |
| 2014-2015             | Inter Milan (prêt)    | Serie A               | 9           | 0           | 1               | 0               | -                 | -                 | C3                             | 4                              | 0                              | -                        | -                        | -      | -      | 14    | 0     |
| 2015-2016             | Inter Milan           | Serie A               | 12          | 0           | 1               | 0               | -                 | -                 | -                              | -                              | -                              | -                        | -                        | -      | -      | 13    | 0     |
| 2016-2017             | Inter Milan           | Serie A               | 14          | 0           | -               | -               | -                 | -                 | C3                             | 1                              | 0                              | -                        | -                        | -      | -      | 15    | 0     |
| 2017-2018             | Inter Milan           | Serie A               | 15          | 0           | -               | -               | -                 | -                 | -                              | -                              | -                              | -                        | -                        | -      | -      | 15    | 0     |
| Sous-total            | Sous-total            | Sous-total            | 50          | 0           | 2               | 0               | -                 | -                 | -                              | 5                              | 0                              | -                        | -                        | -      | -      | 57    | 0     |
| 2018-2019             | AS Roma               | Serie A               | 17          | 0           | -               | -               | -                 | -                 | C1                             | 4                              | 0                              | -                        | -                        | -      | -      | 21    | 0     |
| 2019-2020             | AS Roma               | Serie A               | 15          | 0           | 1               | 0               | -                 | -                 | C3                             | 5                              | 0                              | -                        | -                        | -      | -      | 21    | 0     |
| 2020-2021             | AS Roma               | Serie A               | 10          | 0           | 1               | 0               | -                 | -                 | C3                             | 1                              | 0                              | -                        | -                        | -      | -      | 12    | 0     |
| Sous-total            | Sous-total            | Sous-total            | 42          | 0           | 1               | 0               | -                 | -                 | -                              | 10                             | 0                              | -                        | -                        | -      | -      | 53    | 0     |
| Total sur la carrière | Total sur la carrière | Total sur la carrière | 225         | 1           | 13              | 0               | 1                 | 0                 | -                              | 28                             | 0                              | 1                        | 0                        | 8      | 0      | 276   | 1     |